# Natação nos Jogos Olímpicos de Verão de 1896 - 1200 m livre masculino
A prova dos 1200m livre foi um dos quatro eventos da natação nos Jogos Olímpicos de Verão de 1896. Aconteceu no dia 11 de abril, envolvendo nove atletas de quatro países.

## Medalhistas
| Ouro   | HUN Alfréd Hajós         |
| Prata  | GRE Joannis Andreou      |
| Bronze | GRE Efstathios Chorophas |

## Resultados
| Pos. | Atleta                               | Tempo        |
| ---- | ------------------------------------ | ------------ |
|      | HUN Alfréd Hajós                     | 18:22.2      |
|      | GRE Joannis Andreou                  | 21:03.4      |
| 3    | GRE Efstathios Chorophas             | Desconhecido |
| 4-8  | GRE N. Kartavas                      | Desconhecido |
| 4-8  | USA Gardner Williams                 | Desconhecido |
| 4-8  | GRE Três outros, nomes desconhecidos | Desconhecido |
| –    | AUT Paul Neumann                     | DNF          |

- DNF: Não completou a prova.